# Gerber Mark II
Das Gerber Mark II ist ein Kampfmesser. Es wurde von Gerber Legendary Blades zunächst von 1966 bis 2000 produziert, zuzüglich einer limitierten Anzahl von 1500 Stück im Jahr 2002. Seit 2008 ist das Messer wieder in Produktion. Es wurde von dem United-States-Army-Veteranen Captain Clarence A. Holzmann entworfen der sich beim Design von einem römischen Gladius vom Typ „Mainz“ inspirieren ließ. Es ähnelt aber auch ein wenig dem Fairbairn-Sykes-Commando-Dagger, der während des Zweiten Weltkriegs für die Britischen Commandos ausgegeben wurde.

## Beschreibung
Das Messer hat eine Gesamtlänge von 32,29 cm, bei einem Gewicht von 227 g. Die 16,5 cm lange Klinge ist beidseitig geschärft und weist eine Spear-Point-Klingenform auf. Dabei ist die Klinge leicht tailliert. Sie besteht aus dem rostfreien Stahl Typ 420 HC. Das Griffstück besteht aus Aluminium und wird mittels Druckguss gefertigt. Um eine Rutschfestigkeit zu gewährleisten, wurde bei den ersten Versionen der Griff mit geschmolzenen Edelstahlpartikeln besprüht. Diese Oberflächenbeschichtung wird „Cat's tongue“ für „Katzenzunge“ genannt. In späteren Versionen wird hingegen die „Armorhide“-Beschichtung verwendet. Diese basiert auf einer Polymerdispersion.
Die Enden des Handschutzes sind zur Klinge hin gebogen. Somit kann sich der Daumen beim Stich besser abstützen.
Die ersten Versionen des Messers hatten zwischen Klinge und Griff einen Knick von fünf Grad. Diese Krümmung sollte für eine bequemere Trageweise in der Scheide am Körper sorgen. Zudem wird berichtet, dass der Knick eine ergonomische Handhaltung beim Stich, ähnlich einem Fechtgriff, ermöglichte, aber dieses bestätigte Gerber nicht. Da sich viele Kunden in Unkenntnis der Funktion beschwerten, das Messer sei verbogen, entschied Gerber, diese Eigenschaft in später produzierten Messern wegfallen zu lassen.

## Nutzung
Das Mark II wurde im Vietnamkrieg von Soldaten der Streitkräfte der Vereinigten Staaten getragen und war neben dem KA–BAR-Messer das beliebteste. Das Messer war nicht Bestandteil der offiziellen Ausrüstung und musste privat beschafft werden.
In den 1970er Jahren stellten die US-amerikanischen Stützpunkt-/Postbörsen des Militärs den Verkauf dieses Messers mit der Begründung ein, dass es „geschmacklos“ oder „zu brutal“ wär. Al Mar, der damals als Messerdesigner für Gerber arbeitete, fügte die Sägeverzahnung hinzu und vermarktete das Messer als „Überlebenshilfe“. Auch bei privaten Sicherheitsdiensten erlangte das Messer Beliebtheit.
Gerber stellte eine verkleinerte Version des Mark II her, bekannt als Mark I. Das Mark I hatte eine 4,75 Zoll (12 cm) lange Klinge und wurde als Stiefelmesser vermarktet.
Ab 1970 produzierte Gerber eine Variante als Tauchermesser mit einem gelben Griff. Die Scheiden hatten zwei Beinschlaufen und waren mit Öl imprägniert um das Leder vor Wasser zu schützen.

## In der Populärkultur
- In Turm des Schreckens von 1975 wird das Messer mehrfach in der Hand von Kurt Russell gezeigt.[11]
- Mel Gibson nutzte es in seiner Rolle als Max Rockatansky in dem Film Mad Max II – Der Vollstrecker von 1981.[11]
- Das schwarz „lackierte“ Modell wurde für die Messerszene in der Messehalle im Science-Fiction-Film Aliens – Die Rückkehr genutzt.[11]
- In dem Film Captain America: The Winter Soldier (2014) kämpft der Winter Soldier mit einem Gerber Mark II gegen Captain America.
- Während einer Szene in Man of Steel (2013) nutzt Colonel Nathan Hardy (gespielt von Christopher Meloni) ein Mark-II-Messer, um gegen Faora Hu-Ul zu kämpfen, bevor Superman interveniert.
- Casey Ryback (Steven Seagal) nutzte das Messer in seinem Film Alarmstufe: Rot (1992) in dem finalen Kampf gegen William Strannix (Tommy Lee Jones).

## Online-Links
- Gerber Mark II auf militarycarryknives.com